# Tobelo (peuple)
Pour les articles homonymes, voir Tobelo.
Les Tobelo sont une population du nord de l'île de Halmahera l'est de l'Indonésie. Ils habitent la partie orientale du kabupaten de Halmahera du Nord .

## Description
Les Tobelo sont divisés en plusieurs sous-groupes, à savoir les Dodinga, les Boeng, les Kao etc. Ils sont environ 85 000. Du XVe au XIXe siècle, ils ont subi l'influence du sultanat de Ternate. De leur côté, les Tobelo ont dominé de petites populations de l’intérieur du nord de Halmahera, telles les Pagu, les Tabaru et autres. Les Tobelo ont un mode de vie traditionnellement nomade, mais leurs établissements sont principalement situés le long du littoral. Leurs maisons sur pilotis tathu sont construites en bambou et la toiture est faite de feuilles de sagoutiers ou de bardeaux.
Aujourd'hui beaucoup de Tobelo habitent près des villages côtiers où ils viennent échanger leurs produits et une part de leurs revenus revenus proviennent de la vente de produits forestiers. Parfois, les nouveaux habitants de la région les embauchent pour défricher des zones de la jungle. Certains se sont sédentarisé et habitent des maisons construites par les autorités du pays dans le cadre de programmes d'insertion sociale, notamment à Dodaga sur Maba. Un bureau a d'ailleurs été ouvert à Halmahera afin de faciliter leurs démarches administratives et leur intégration. La police leur apporte régulièrement des dons.

### Tobelo des forêts
Les Tobelo des forêts, également appelés Togutil. Au début des années 1980, ils menaient toujours un mode de vie nomade, vivant principalement de la chasse et du vol et de la culture du sagou. De temps en temps, ils pratiquaient la culture sur brûlis de petits champs où ils cultivaient essentiellement des bananes, du manioc, des fruits et des noix de coco.

## Langue
Les Tobelo parlent l'indonésien, le ternate ainsi que leur propre langue tobelo, qui comprend plusieurs dialectes tels que gamsung, dodinga et boeng .

## Religion

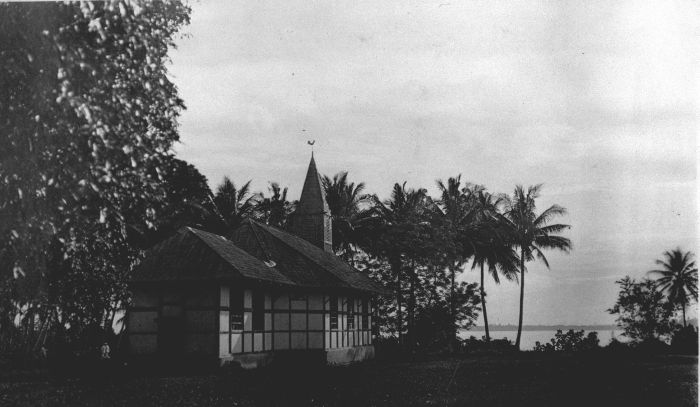
Une église protestante à Tobelo en 1924.

La majorité des Tobelo sont protestants mais une minorité est musulmane sunnite. Dans la vie quotidienne, les croyances traditionnelles sont encore très présentes. L’adoption du christianisme par les Tobelo de la forêt du nord-est de Halmahera a été longue et complexe. Ce n’est qu’après des décennies de résistance, à la fin des années 1980, qu’ils ont commencé à adopter la Bible. Cependant, la version du christianisme qu'ils ont choisie n'est pas celle que leur ont prêché les communautés tobelo avec lesquelles ils entretiennent des liens familiaux et matrimoniaux, mais celle introduite par des missionnaires américains.
En 1999-2001, la région est le théâtre de violences entre musulmans et chrétiens. Le conflit a pris fin en avril 2001, lorsqu'une cérémonie a eu lieu pour que le conflit religieux qui avait frappé Halmahera ne se reproduise pas. La cérémonie a consisté en un rituel selon l'adat ou droit coutumier, les deux parties s'engageant à respecter les droits de chacun et à renoncer à la violence. Cette cérémonie était plus qu'une simple manifestation culturelle. Elle symbolisait la volonté majoritaire de la province des Moluques du Nord de reconnaître l'adat comme garant de l'unité sociale et de l'harmonie dans la région. Auparavant, les autorités locales avait informé les hauts responsables du gouvernement et les dirigeants politiques que s'ils ne pouvaient pas changer la situation pour une vie meilleure et faciliter le retour dans la région des personnes déplacées, la capitale du nouveau district du kabupaten de Halmahera du Nord devait être une autre ville que Tobelo. Il était nécessaire d'agir et plusieurs dirigeants d'associations influentes ont décidé que le recours à l'adat était la meilleure solution. L'idée était que l’adat permettrait de substituer l’identification tobelo à l'identité religieuse, qu'elle soit chrétienne ou musulmane.

## Culture

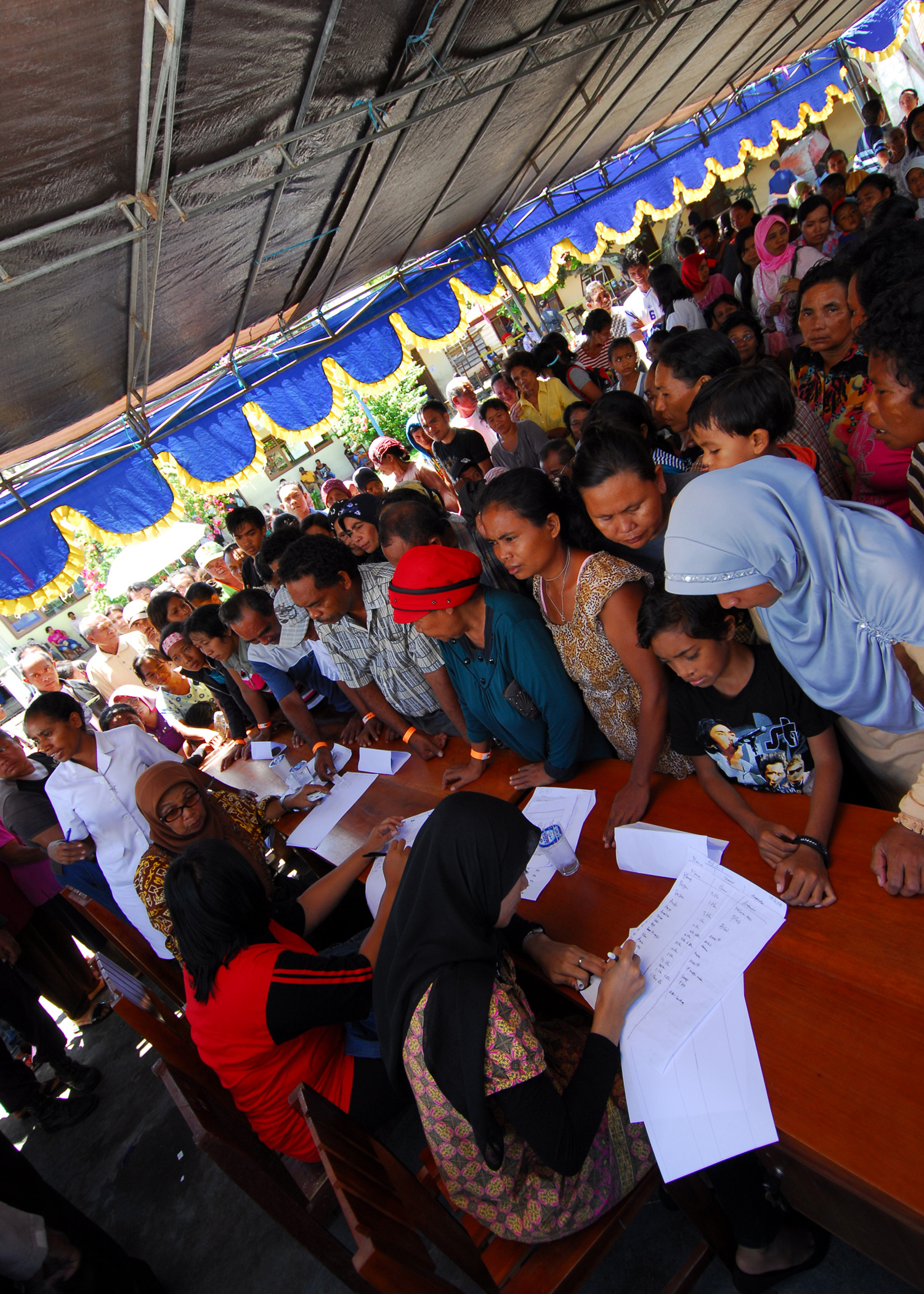
Des patients tobelo font la queue pour participer à un programme d'action civique d'ingénierie organisé par l'assistance humanitaire et civique de la flotte américaine du Pacifique en Indonésie.

Le chant et la danse sont la forme d'art populaire la plus répandue. Le mariage est patrilocal. La bilatéralité de la parenté est également inhérente aux Tobelo, comme chez de nombreuses sociétés traditionnelles. Le pouvoir économique joue un rôle important dans la dot, l'importance de celle-ci donnant une idée des revenus de chacune des familles et déterminant également le montant des exigences financières faites du côté du marié. Dans le documentaire Le mariage de Tobelo de Dirk Nilanda, il est expliqué en détail comment le travail des femmes est investi dans la préparation d'un festin de noces, comme le tissage, la préparation d’un plat de fête, une table spéciale en forme de canoë, ce qui indique l’importance de la cérémonie pour les deux parties. Les femmes font une démonstration de la "richesse des femmes" d’une manière très similaire au troc des îles Trobriand. Leur danse avec un couteau de brousse à la main indique qu'elles jouent un rôle important dans la cérémonie. Vient ensuite le moment de la célébration proprement dite : festins, danses et chants traditionnels. Dans le cas de l'inceste, une cérémonie spéciale de rupture de la ligne héréditaire a lieu, durant laquelle on pense qu'en envoyant le couple Tobelo flotter ou se noyer dans le fleuve, on prévient les inondations.

### Vêtements
Autrefois, les Tobelo portaient des bandages en tissu tapa, mais ils ont été remplacés par des vêtements de style européen.

### Régime alimentaire
Les principaux aliments sont le poisson cru, séché et salé, ainsi que les aliments à base de légumes (produits cuits à base de riz, bananes, sagou, patate douce et manioc). Les plats à base de riz ne sont généralement pas basiques, mais sont préparés lors des fêtes.

### Activités traditionnelles
Les activités les plus courantes sont la pêche et l'agriculture (bananes, coprah, vin de palme, tubercules, haricots secs, riz). En outre, le sagou est produit par les locuteurs de kao et de boeng.

## Dans la culture populaire
En 1982 aux Pays-Bas, dans la ville de Leiden, le réalisateur Dirk Niland tourne un film intitulé Le mariage de Tobelo. Le film permet de regarder la société insulaire éloignée, peu connue même de la plupart des Indonésiens. Les points forts de ce travail sont sa clarté, sa base de recherche et la fourniture d'informations importantes sur ce peuple peu connu.
Un programme TV présentant les us et coutume des Tugutil a été diffusé sur une chaîne nationale indonésienne et un compte TikTok publie des vidéos sur eux permettant de mieux les connaître,.